# Gaia Rayneri
Gaia Rayneri (Torino, 5 maggio 1986) è una scrittrice italiana.

## Biografia
Nel 2009 Einaudi ha pubblicato il suo romanzo d'esordio, Pulce non c'è, il racconto tragicomico (tratto da una storia vera) della convivenza con l'autismo e di un errore giudiziario. Nel 2012 è uscito il film omonimo tratto dal romanzo, con Piera Degli Esposti, Marina Massironi e Pippo Delbono, diretto da Giuseppe Bonito.
Nel 2011 ha pubblicato per Rizzoli Ragazzi il romanzo per bambini Ugone.
Ha lavorato in teatro con l'attore comico Paolo Rossi.
Nel 2018 ha pubblicato per Einaudi il romanzo Dipende cosa intendi per cattivo.
Nel 2020 ha pubblicato per HarperCollins Italia Un libro di guarigione, la storia autobiografica di come ha affrontato la diagnosi di disturbo borderline di personalità.
Scrive per il cinema e disegna.

## Opere
- Pulce non c'è, Einaudi, 2009, ISBN 9788806206567
- Ugone, Rizzoli, 2011, ISBN 9788817049214
- Dipende cosa intendi per cattivo, Einaudi, 2018, ISBN 9788806208608
- Un libro di guarigione, HarperCollins Italia, 2020, ISBN 9791259850379

## Riconoscimenti
- Vincitrice del Premio Edoardo Kihlgren 2010 con il romanzo Pulce non c'è.[5]
- Vincitrice del Premio Bergamo 2010 con il romanzo Pulce non c'è.[6]
- Vincitrice del Premio Letterario "Zocca Giovani", edizione 2010, con il romanzo Pulce non c'è
- Vincitrice del Premio Letterario “Parole d’autore” con Pulce non c’è
- Vincitrice del Premio Letterario “Frignano” Ragazzi con “Ugone”